# 약한 참조
약한 참조(weak reference)는 컴퓨터 프로그래밍에서 강한 참조(strong reference)와 달리 참조된 객체가 가비지 컬렉터의 수집으로부터 보호되지 않는 참조이다. 약한 참조에 의해서만 참조되는 객체("객체에 도달하는 모든 참조 체인에는 링크로 최소한 하나의 약한 참조가 포함됨"을 의미)는 약하게 도달 가능한 것으로 간주되며 도달 불가능한 것으로 처리될 수 있으므로 언제든지 수집될 수 있다. 일부 가비지 수집 언어는 버전 7.4부터 C 샤프, 루아, 자바, 리스프, OCaml, 펄, 파이썬 및 PHP와 같은 다양한 수준의 약한 참조를 특징으로 하거나 지원한다.

## 같이 보기
- 순환 참조

### C++
- C++11 Standard Library: std::weak_ptr reference
- Boost 1.59 (C++ library): boost::weak_ptr reference

### Java
- Java developer article: 'Reference Objects and Garbage Collection'
- Nicholas, Ethan (2006년 5월 4일). “Understanding Weak References”. 《java.net》. 2010년 8월 19일에 원본 문서에서 보존된 문서. 2010년 10월 1일에 확인함.
- RCache - Java Library for weak/soft reference based cache
- Java theory and practice: Plugging memory leaks with weak references

### PHP
- Weak References

### Python
- weakref — Weak references — Python 3 documentation
- Fred L. Drake, Jr., PEP 205: Weak References, Python Enhancement Proposal, January 2001.